# Andrea Tafi
Andrea Tafi (Fucecchio, 7 mei 1966) is een voormalig Italiaans wielrenner.

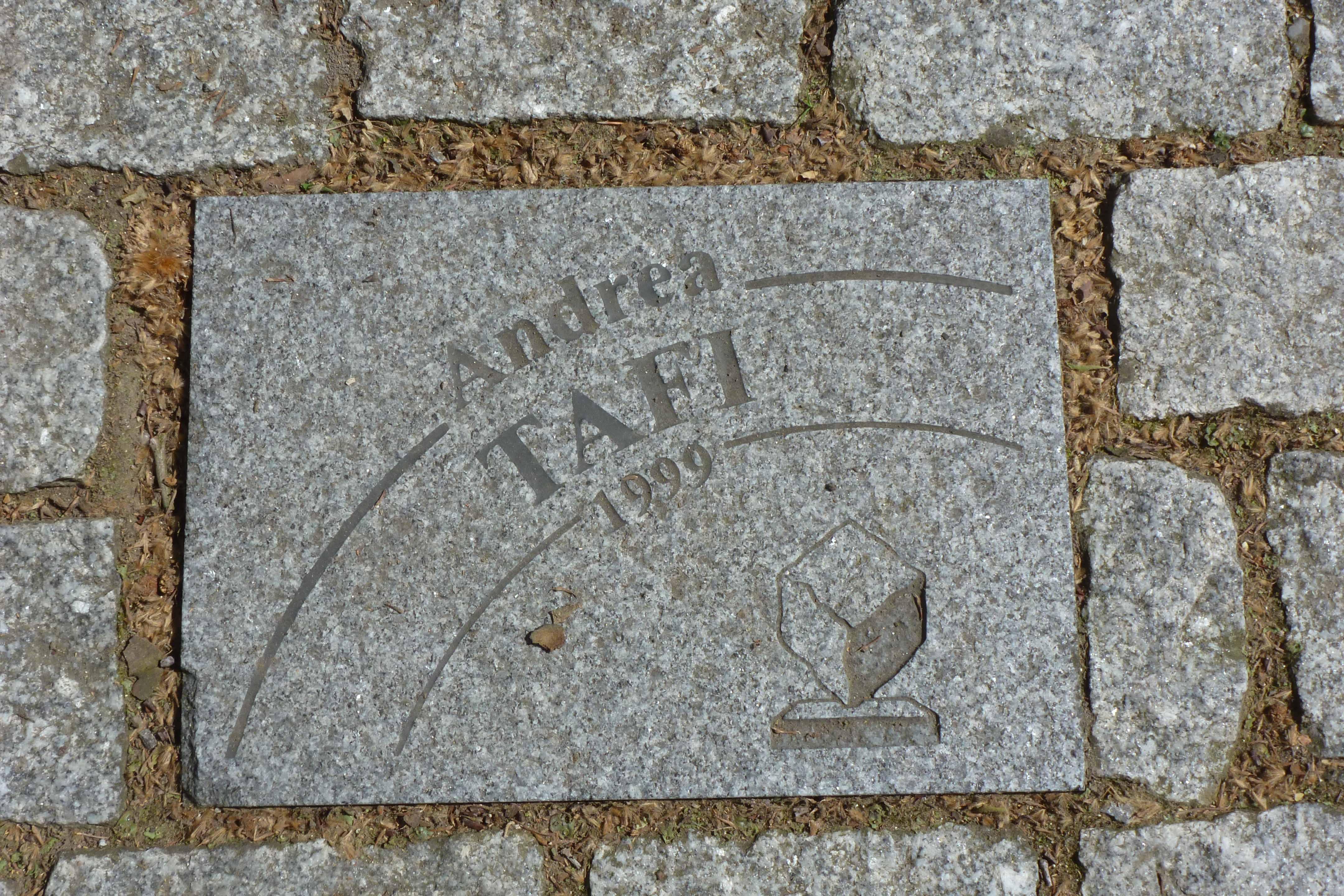
Een kassei op de Allée Charles Crupelandt in Roubaix, met de winnaar van 1999 erop, Andrea Tafi

## Carrière
Tafi werd beroepswielrenner in 1989, maar zou pas voor het eerst echt van zich laten spreken vanaf 1992: bij de Carrera Jeans-ploeg van Davide Boifava. In zijn debuutjaar won Tafi wel reeds etappes in de wielerrondes van Murcia en Luxemburg. Twee jaar later won hij de prestigieuze Ronde van Lazio. Tafi bleek echter vooral iemand die een enorm hard tempo kon rijden, wat hem een geschikte knecht maakte; zoals die van de Leeuw van Vlaanderen Johan Museeuw bij de Mapei onder begeleiding van Patrick Lefevere. Hier zou Tafi voor rijden van 1994 tot 2002. Zo nu en dan won hij een wedstrijd.
In 1996 brak hij echter definitief door bij Mapei als specialist in de klassiekers: hij won nogmaals de Ronde van Lazio, Parijs-Brussel en met de Ronde van Lombardije de eerste wereldbekerwedstrijd. Zijn tweede zege in de wereldbeker boekte hij een jaar later, in de inmiddels opgeheven Rochester Classic. 1998 was met zes zeges zijn succesvolste jaar. Zo werd hij onder meer Italiaans kampioen en won opnieuw de Ronde van Lazio. Het jaar erop boekte hij zijn, naar eigen zeggen, grootste zege: Parijs-Roubaix.
Ook twee andere vlakke klassiekers mochten Tafi's naam op hun winnaarslijst bijschrijven: Parijs-Tours (2000) en de Ronde van Vlaanderen (2002). Tafi probeerde hierna nog tevergeefs een klassieker te winnen. Na Parijs-Roubaix van 2005, waarin hij reed in een speciale kasseientrui maar geen enkele rol van betekenis kon spelen, zette hij een punt achter zijn loopbaan.
In oktober 2018 maakte de Italiaan bekend dat hij een comeback wilde maken door te starten in Parijs-Roubaix van 2019, 20 jaar na zijn zege. Op 14 april 2019 wilde hij aan de start staan van de Hel van het Noorden als oudste deelnemer ooit. Later brak hij zijn sleutelbeen tijdens een Gran Fondo, en hij had te weinig tijd om te revalideren. Hierdoor ging zijn plan niet door.

## Belangrijkste overwinningen
1989
- etappe Murcia
- 6e etappe Ronde van Luxemburg

1990
- 2e etappe Kellogg's Tour of Britain

1991
- Ronde van Lazio

1994
- GP Fourmies

1996
- Parijs-Brussel
- Ronde van Lazio
- Ronde van Lombardije
- Trofeo Melinda
- Coppa Placci

1997
- Rochester Classic
- GP Fourmies
- Coppa Sabatini

1998
- Italiaans kampioen op de weg, Elite
- GP Città di Camaiore
- Ronde van Lazio
- Coppa Agostoni
- tijdrit in de Ronde van Maleisië

1999
- Parijs-Roubaix
- Ronde van Piëmont

2000
- Parijs-Tours

2001
- etappe in de Ronde van Burgos

2002
- Ronde van Vlaanderen

## Resultaten in voornaamste wedstrijden
| Jaar | Ronde van Italië | Ronde van Frankrijk | Ronde van Spanje |
| ---- | ---------------- | ------------------- | ---------------- |
| 1990 |                  |                     |                  |
| 1991 |                  |                     |                  |
| 1992 |                  |                     | 98e              |
| 1993 |                  | 128e                |                  |
| 1994 |                  |                     |                  |
| 1995 | 35e              | 39e                 |                  |
| 1996 |                  | 45e                 |                  |
| 1997 |                  | 57e                 |                  |
| 1998 |                  | 42e                 |                  |
| 1999 | 80e              |                     | 29e              |
| 2000 |                  |                     | 74e              |
| 2001 |                  |                     |                  |
| 2002 |                  | 106e                |                  |
| 2003 |                  |                     |                  |
| 2004 |                  |                     |                  |
| 2005 |                  |                     |                  |

| Jaar | Milaan-San Remo | Gent-Wevelgem | Ronde van Vlaanderen | Parijs-Roubaix | Amstel Gold Race | Luik-Bast.‑Luik | Ronde van Lombardije | Parijs-Brussel | Parijs-Tours | Eschborn-Frankfurt |  | WK op de weg |  | Wereldranglijsten |
| ---- | --------------- | ------------- | -------------------- | -------------- | ---------------- | --------------- | -------------------- | -------------- | ------------ | ------------------ |  | ------------ |  | ----------------- |
| 1990 | 81e             |               |                      |                |                  |                 |                      |                | 127e         |                    |  |              |  |                   |
| 1991 | 135e            |               |                      | 77e            | 91e              |                 | 70e                  |                |              |                    |  |              |  |                   |
| 1992 | 105e            |               |                      | 79e            | 80e              |                 |                      |                | 35e          |                    |  |              |  |                   |
| 1993 | 95e             | 33e           | 84e                  |                | 44e              |                 |                      |                | 119e         |                    |  |              |  |                   |
| 1994 | 88e             |               |                      |                |                  |                 |                      | 38e            | 118e         |                    |  |              |  |                   |
| 1995 | 41e             | 26e           | 35e                  | 14e            | 40e              |                 |                      | 50e            |              | 4e                 |  |              |  |                   |
| 1996 | 36e             | 50e           | 15e                  | ↑              |                  |                 | ↑                    | Goud           | 51e          | 16e                |  | 6e           |  | 4e (UWB)          |
| 1997 | 76e             | 46e           | 26e                  | 19e            | ↑                | 66e             | 7e                   | Brons          | 16e          | 48e                |  | 20e          |  | (UWB)             |
| 1998 | 145e            | 20e           | 44e                  | ↑              | 30e              |                 | 10e                  | 8e             |              |                    |  | 8e           |  | (UWB)             |
| 1999 | 57e             | 76e           | 41e                  | ↑              | 59e              |                 | 30e                  |                |              |                    |  | 11e          |  |                   |
| 2000 | 73e             | 39e           | 22e                  | 10e            | 31e              | 65e             | 25e                  |                | ↑            |                    |  |              |  | 11e (UWB)         |
| 2001 | 88e             |               | 62e                  | 27e            |                  |                 | 31e                  | 35e            | 72e          |                    |  |              |  |                   |
| 2002 |                 |               | ↑                    | 17e            |                  |                 |                      |                |              | 21e                |  |              |  |                   |
| 2003 | 119e            | 46e           | 47e                  | 5e             |                  |                 |                      |                |              |                    |  |              |  |                   |
| 2004 | 159e            |               |                      | 43e            |                  |                 |                      |                |              |                    |  |              |  |                   |
| 2005 | 121e            |               | 69e                  | 42e            |                  |                 |                      |                |              |                    |  |              |  |                   |